# 공통외층
공통외층(Common envelope)은 쌍성계를 포함한 가스다.

## 같이 보기
- 접촉쌍성